# Noah Jaspers
Noah Jaspers (Sittard, 5 augustus 1991) is een Nederlands voetballer die als verdediger voor Fortuna Sittard speelde.

## Carrière
Noah Jaspers speelde in de jeugd van VV Sittard en Fortuna Sittard. In het seizoen 2010/11 maakte hij deel uit van de selectie van Fortuna. Hij debuteerde in de Eerste divisie op 12 november 2010, in de met 4-1 verloren uitwedstrijd tegen FC Zwolle. Hij kwam in de 81e minuut in het veld voor Sebastiano Garlisi. Ook speelde hij in de met 5-2 verloren uitwedstrijd tegen Helmond Sport. Aan het einde van het seizoen vertrok hij bij Fortuna.

### Statistieken
| Seizoen                     | Club            | Land           | Competitie     | Competitie | Competitie | Beker | Beker | Totaal | Totaal |
| Seizoen                     | Club            | Land           | Competitie     | Wed.       | Dlp.       | Wed.  | Dlp.  | Wed.   | Dlp.   |
| --------------------------- | --------------- | -------------- | -------------- | ---------- | ---------- | ----- | ----- | ------ | ------ |
| 2010/11                     | Fortuna Sittard | Nederland      | Eerste divisie | 2          | 0          | 0     | 0     | 2      | 0      |
| Carrièretotaal              | Carrièretotaal  | Carrièretotaal | Carrièretotaal | 2          | 0          | 0     | 0     | 2      | 0      |
| Bijgewerkt op 30 maart 2018 |                 |                |                |            |            |       |       |        |        |